# Campeonato Sub-17 de la AFC 1988
El Campeonato Sub-16 de la AFC 1988 fue la tercera edición del torneo de fútbol a nivel de selecciones sub-17 más importante de Asia organizado por la Confederación Asiática de Fútbol y que sirvió con la eliminatoria al Mundial Sub-17 de 1989.
Arabia Saudita venció en la final a Baréin en Bangkok, Tailandia para ganar el torneo por primera vez.

## Eliminatoria

### Grupo 1
Irak y Arabia Saudita eliminaron a Yemen del Norte, Kuwait, Yemen del Sur y a Omán en la eliminatoria jugada en Kuwait.

### Grupo 2
Baréin y Catar eliminaron a Irán y Siria en el grupo jugado en Doha, Catar.

### Grupo 3
Tailandia y China eliminaron a Bangladés, India y Nepal en el grupo jugado en Bangkok, Tailandia.

### Grupo 4
Indonesia y Corea del Norte eliminaron a Malasia y Singapur en el grupo jugado en Kuala Lumpur, Malasia.

### Grupo 5
Japón y Corea del Sur eliminaron a Brunéi y a Hong Kong en el grupo jugado en Bandar Seri Begawan, Brunéi.

### Fase de grupos
Todos los partidos se jugaron en Bangkok, Tailandia.

### Grupo A
| País           | Pts | J | G | E | P | GF | GC |
| -------------- | --- | - | - | - | - | -- | -- |
| Arabia Saudita | 7   | 4 | 3 | 1 | 0 | 13 | 2  |
| Baréin         | 5   | 4 | 1 | 3 | 0 | 3  | 2  |
| Corea del Sur  | 4   | 4 | 2 | 0 | 2 | 10 | 9  |
| Tailandia      | 3   | 4 | 1 | 1 | 2 | 4  | 5  |
| Indonesia      | 1   | 4 | 0 | 1 | 3 | 3  | 15 |

1-11-88
| Tailandia | 1–2 | Corea del Sur |

2-11-88
| Baréin | 0–0 | Arabia Saudita |

3-11-88
| Indonesia | 0–2 | Tailandia |

4-11-88
| Corea del Sur | 0–1 | Baréin |

5-11-88
| Arabia Saudita | 4–0 | Indonesia |

6-11-88
| Tailandia | 0–0 | Baréin |

7-11-88
| Corea del Sur | 1–6 | Arabia Saudita |

8-11-88
| Baréin | 2–2 | Indonesia |

9-11-88
| Arabia Saudita | 3–1 | Tailandia |

10-11-88
| Indonesia | 1–7 | Corea del Sur |

### Grupo B
| País            | Pts | J | G | E | P | GF | GC |
| --------------- | --- | - | - | - | - | -- | -- |
| China           | 6   | 4 | 2 | 2 | 0 | 6  | 3  |
| Irak            | 5   | 4 | 2 | 1 | 1 | 7  | 3  |
| Catar           | 5   | 4 | 2 | 1 | 1 | 6  | 3  |
| Japón           | 3   | 4 | 1 | 1 | 2 | 4  | 8  |
| Corea del Norte | 1   | 4 | 0 | 1 | 3 | 4  | 10 |

1-11-88
| Catar | 1–0 | Corea del Norte |

2-11-88
| China | 2–0 | Japón |

3-11-88
| Irak | 2–1 | Catar |

4-11-88
| Corea del Norte | 2–2 | China |

5-11-88
| Japón | 0–0 | Irak |

6-11-88
| Catar | 0–0 | China |

7-11-88
| Corea del Norte | 2–3 | Japón |

8-11-88
| China | 2–1 | Irak |

9-11-88
| Japón | 1–4 | Catar |

10-11-88
| Irak | 4–0 | Corea del Norte |

## Fase final

### Semifinales
12-11-88
| China | 0–0 (3–5 p) | Baréin |

| Arabia Saudita | 2–1 | Irak |

### Tercer lugar
14-11-88
| China | 1–1 (4–3 p) | Irak |

### Final
14-11-88
| Arabia Saudita | 2–0 | Baréin |

## Campeón
| Campeonato Sub-16 de la AFC 1988 |
| -------------------------------- |
| Bandera de Arabia Saudita        |
| Arabia Saudita 1º Título         |

## Clasificados al Mundial Sub-17
| - Arabia Saudita | - Baréin | - China |